# Lijst van voetbalinterlands India - Oman
Deze lijst van voetbalinterlands is een overzicht van alle officiële voetbalwedstrijden tussen de nationale teams van India en Oman. De landen speelden tot op heden tien keer tegen elkaar. De eerste ontmoeting was een vriendschappelijke wedstrijd op 21 september 1994 in Doha (Qatar). Het laatste duel, eveneens een vriendschappelijke wedstrijd, vond plaats in Dubai (Verenigde Arabische Emiraten) op 25 maart 2021.

## Wedstrijden
| №  | Plaats    | Datum             | Competitie           | Wedstrijd    | Uitslag |
| -- | --------- | ----------------- | -------------------- | ------------ | ------- |
| 1  | Doha      | 21 september 1994 | Vriendschappelijk    | Oman − India | 4 − 1   |
| 2  | Kochi     | 31 maart 2004     | WK 2006 kwalificatie | India − Oman | 1 − 5   |
| 3  | Muscat    | 17 november 2004  | WK 2006 kwalificatie | Oman − India | 0 − 0   |
| 4  | Seeb      | 23 februari 2012  | Vriendschappelijk    | Oman − India | 5 − 1   |
| 5  | Bangalore | 11 juni 2015      | WK 2018 kwalificatie | India − Oman | 1 − 2   |
| 6  | Muscat    | 13 oktober 2015   | WK 2018 kwalificatie | Oman − India | 3 − 0   |
| 7  | Abu Dhabi | 27 december 2018  | Vriendschappelijk    | Oman − India | 0 − 0   |
| 8  | Guwahati  | 5 september 2019  | WK 2022 kwalificatie | India − Oman | 1 − 2   |
| 9  | Muscat    | 19 november 2019  | WK 2022 kwalificatie | Oman − India | 1 − 0   |
| 10 | Dubai     | 25 maart 2021     | Vriendschappelijk    | India − Oman | 1 − 1   |

## Samenvatting
| Competitie        | Totaal gespeeld | Winst India | Gelijk | Winst Oman | Doelsaldo India – Oman |
| ----------------- | --------------- | ----------- | ------ | ---------- | ---------------------- |
| WK-kwalificatie   | 6               | 0           | 1      | 5          | 3 − 13                 |
| Vriendschappelijk | 4               | 0           | 2      | 2          | 3 − 10                 |
| Totaal            | 10              | 0           | 3      | 7          | 6 − 23                 |

AIFF · A-Internationals · Bondscoaches · Statistieken · Olympisch elftal · Indiaas vrouwenelftal · India U21 · India U20 · India U19 · India U18 · India U17
1930 – 1949 · 
1950 – 1959 · 
1960 – 1969 · 
1970 – 1979 · 
1980 – 1989 · 
1990 – 1999 · 
2000 – 2009 · 
2010 – 2019 ·
2020 − 2029
Afghanistan ·
Argentinië ·
Australië ·
Azerbeidzjan · 
Bahrein ·
Bangladesh ·
Bhutan ·
Brunei ·
Cambodja ·
China ·
Curaçao ·
Fiji ·
Filipijnen ·
Finland ·
Ghana ·
Guam ·
Guyana ·
Hongarije ·
Hongkong ·
IJsland ·
Indonesië ·
Irak ·
Iran ·
Israël ·
Jamaica ·
Japan ·
Jemen ·
Jordanië ·
Kameroen ·
Kenia ·
Kirgizië ·
Koeweit ·
Laos ·
Libanon ·
Macau ·
Malediven ·
Maleisië ·
Marokko ·
Mauritius ·
Mongolië ·
Myanmar ·
Namibië ·
Nepal ·
Nieuw-Zeeland ·
Noord-Korea ·
Oezbekistan ·
Oman ·
Pakistan ·
Palestina ·
Peru ·
Polen ·
Puerto Rico ·
Qatar ·
Saint Kitts en Nevis ·
Saoedi-Arabië ·
Singapore ·
Sovjet-Unie ·
Sri Lanka ·
Suriname ·
Syrië ·
Tadzjikistan ·
Taiwan ·
Thailand ·
Trinidad en Tobago ·
Turkmenistan ·
Uruguay ·
Vanuatu ·
Verenigde Arabische Emiraten ·
Vietnam ·
Wit-Rusland ·
Zambia ·
Zuid-Korea ·
Zuid-Vietnam
OFA · A-internationals · Bondscoaches · Statistieken · Olympisch elftal · Oman U21 · Oman U20 · Oman U19 · Oman U18 · Oman U17
1970 – 1979 · 
1980 – 1989 · 
1990 – 1999 · 
2000 – 2009 · 
2010 – 2019 ·
2020 − 2029
1974 · 
1975 · 
1976 · 
1977 · 
1978 · 
1979 · 
1980 · 
1981 · 
1982 · 
1983 · 
1984 · 
1985 · 
1986 · 
1987 · 
1988 · 
1989 · 
1990 · 
1991 · 
1992 · 
1993 · 
1994 · 
1995 · 
1996 · 
1997 · 
1998 · 
1999 · 
2000 · 
2001 · 
2002 · 
2003 · 
2004 · 
2005 · 
2006 · 
2007 · 
2008 · 
2009 · 
2010 · 
2011 · 
2012 · 
2013 · 
2014 ·
2015 ·
2016 ·
2017 ·
2018 ·
2019 ·
2020 ·
2021 ·
2022 ·
2023
Afghanistan ·
Algerije ·
Australië ·
Azerbeidzjan ·
Bahrein ·
Bangladesh ·
Benin ·
Bhutan ·
Bosnië en Herzegovina ·
Brazilië ·
Bulgarije ·
Burkina Faso ·
Chili ·
China ·
Congo-Kinshasa ·
Costa Rica ·
Duitsland ·
Ecuador ·
Egypte ·
Estland ·
Filipijnen ·
Finland ·
Gabon ·
Guam ·
Haïti ·
Hongkong ·
Ierland ·
India ·
Indonesië ·
Irak ·
Iran ·
Japan ·
Jemen ·
Jordanië ·
Kazachstan ·
Kenia ·
Kirgizië ·
Koeweit ·
Kosovo ·
Laos ·
Letland ·
Libanon ·
Liberia ·
Libië ·
Macau ·
Malediven ·
Maleisië ·
Mali ·
Marokko ·
Mauritanië ·
Mozambique ·
Myanmar ·
Nepal ·
Nieuw-Zeeland ·
Noord-Korea ·
Noord-Macedonië ·
Noorwegen ·
Oezbekistan ·
Pakistan ·
Palestina ·
Paraguay ·
Qatar ·
Saoedi-Arabië ·
Senegal ·
Singapore ·
Slovenië ·
Soedan ·
Somalië ·
Sri Lanka ·
Syrië ·
Tadzjikistan ·
Taiwan ·
Thailand ·
Togo ·
Tunesië ·
Turkmenistan ·
Uruguay ·
Verenigde Arabische Emiraten ·
Verenigde Staten ·
Vietnam ·
Wit-Rusland ·
Zambia ·
Zimbabwe ·
Zuid-Korea ·
Zweden ·
Zwitserland